# Microtropesa ochriventris
Microtropesa ochriventris är en tvåvingeart som beskrevs av Malloch 1929. Microtropesa ochriventris ingår i släktet Microtropesa och familjen parasitflugor. Inga underarter finns listade i Catalogue of Life.